# Сонг Джунг-ки
Сонг Джунг-ки (на корейски: 송중기; Коригирана романизация на корейския език: Song Joong-ki) е южнокорейски актьор.
Става известен с историческата драма Cкандал Сунгкюнкуан (2010) и естрадното шоу Running Man (2010–2011) като един от първоначалните членове на актьорския състав. Оттогава той играе разнообразен спектър от роли в телевизионните сериали Невинният човек (2012), Потомци на слънцето (2016) и Хрониките на Асдал (2019), както и в касите на хитовете Върколак момче (2012) и Остров на бойни кораби (2017).

## Филмография

### Сериали
| Година | Заглавие                 | Роля              | Забележка |
| ------ | ------------------------ | ----------------- | --------- |
| 2007   | Хвани Карл, О Су Чон     | репортер          |           |
| 2008   | Драгоценно дете          | Чжан Джинхо       |           |
| 2009   | Троен скок               | Чи Понг Хо        |           |
| 2009   | Моята прекрасна лейди    |                   |           |
| 2009   | Ще има ли сняг на Коледа | Хан Джи Йон       |           |
| 2010   | Доктори гинеколози       | Ан Кунву          |           |
| 2010   | Скандал Сонгкюкуан       | Ку Йонха          |           |
| 2011   | Дърво с дълбоки корени   | Чун Джи Уон       |           |
| 2012   | Невинният човек          | Кан Мару          |           |
| 2016   | Потомци на слънцето      | капитан у Ши Джин |           |